# Glaucus (nudibranche)
Pour les articles homonymes, voir Glaucus.
Genre
Synonymes
- Dadone Gistel, 1848
- Glaucilla Bergh, 1860

Glaucus est un genre de nudibranches marins, actuellement monotypique : il ne contient que l'espèce Glaucus atlanticus. 

## Taxinomie
Longtemps monotypique, ne comptant que l'espèce Glaucus atlanticus, il est depuis 2004 fusionné avec le genre Glaucilla, qui ne comptait que Glaucilla marginata devenue Glaucus marginatus,. En mai 2014, trois nouvelles espèces proches de Glaucus marginatus sont décrites : Glaucus bennettae, Glaucus thompsoni et Glaucus mcfarlanei.
Ce genre actuellement monotypique a un moment compté cinq espèces et un taxon inquirendum  :
- Glaucus atlanticus Forster, 1777 -- océans Atlantique et Indien
- Glaucus bennettae Churchill, Valdés & Ó Foighil, 2014 -- Pacifique sud (transféré sous Glaucilla)
- Glaucus marginatus (Bergh, 1860) -- Pacifique (transféré sous Glaucilla)
- Glaucus mcfarlanei Churchill, Valdés & Ó Foighil, 2014 -- Pacifique nord (transféré sous Glaucilla)
- Glaucus thompsoni Churchill, Valdés & Ó Foighil, 2014 -- Pacifique nord (transféré sous Glaucilla)
- Glaucus forsteri Lamarck, 1819 (taxon inquirendum)

Un taxon homonyme existe : Glaucus Poli, 1795, décrit pour y placer l'avicule hirondelle (Pteria hirundo). Le poisson Trachinotus ovatus admet également pour synonyme Glaucus rondeletii Bleeker, 1863.

## Synonymes
- Dadone Gistel, 1848[4],[5]
- Glaucilla Bergh, 1860[5]